# بکتائوآتا
بکتائوآتا (قزاقی: Бектауата) یک کوه در قزاقستان است که در بلندی‌های قزاق واقع شده است.